# 蒙贝洛迪托里诺
蒙贝洛迪托里诺（義大利語：Mombello di Torino），是意大利都灵省的一个市镇。总面积4平方公里，人口396人，人口密度99.0人/平方公里（2009年）。ISTAT代码为001153。